# Pimpinella tibetanica
Pimpinella tibetanica är en flockblommig växtart som beskrevs av H.Wolff. Pimpinella tibetanica ingår i släktet bockrötter, och familjen flockblommiga växter. Inga underarter finns listade i Catalogue of Life.